# چایکسن
چایکسن یک روستا در ایران است که در دهستان هرزندات غربی واقع شده‌است. چایکسن لال 1220نفر جمعیت دارد.